# کیم مین جه (بازیکن فوتبال)
کیم مین جه (کره‌ای: 김민재؛ زادهٔ ۱۵ نوامبر ۱۹۹۶) بازیکن فوتبال اهل کره جنوبی است که در پست مدافع میانی برای باشگاه بایرن مونیخ در بوندس‌لیگا و تیم ملی فوتبال کره جنوبی بازی می‌کند. وی که یکی از بهترین مدافعان جهان محسوب می شود ، به دلیل نفوذ های سریع، قدرت، دفاع تهاجمی و توانایی بازی خوانی حریفانِ خود مشهور است.

## استایل بازی
به عنوان یک ستار صولتیمدافع میانی، کیم ویژگی های فیزیکی بسیار خوبی دارد، به ویژه قدرت، سرعت و انعطاف پذیری او. کیم توانایی پیش‌بینی قوی در دفاع دارد و اغلب می‌تواند بازی‌ها را در هنگام پیشرفت تیم شروع و پایان دهد. دقت پاس‌های بلند او را قادر می‌سازد تا بلافاصله پس از توپ ربایی به توپ ضربه بزند تا یک ضد حمله سریع را کامل کند، و توانایی هوایی و موقعیت‌یابی عالی او به او اجازه می‌دهد تا ضربات سر را برای شکستن حملات مخالف و شروع بازی‌های تهاجمی انجام دهد.

## افتخارات

### افتخارات باشگاهی

#### چونبوک هیوندای موتورز
- کی لیگ (۲): ۲۰۱۷ و ۲۰۱۸ [۳]

#### ناپولی
- قهرمانی   سری آ   ایتالیا  23_2022

#### بایرن مونیخ
- قهرمانی   بوندسلیگا  آلمان  25_2024

### افتخارات ملی

#### تیم ملی زیر ۱۸ سالکره جنوبی
- بازی‌های آسیایی (۱): ۲۰۱۸

### افتخارات فردی
- بهترین بازیکن جوان کی لیگ : ۲۰۱۷ [۵]
- جزو تیم منتخب جام ملت‌های آسیا ۲۰۱۹ [۶]
- جوایز سری آ ، بهترین مدافع سری آ ۲۳–۲۰۲۲
- جزو تیم منتخب سری آ ۲۳–۲۰۲۲